# Bánkuti István (labdarúgó)
Bánkuti István (Budafok, 1946. november 12. – Budapest, 2002. június 16.) labdarúgó, edző. Az 1968-69-es Vásárvárosok kupája döntős Újpesti Dózsa játékosa. A sportsajtóban Bánkuti II. néven ismert. Testvére Bánkuti László, az MTK labdarúgója. 1981-ben labdarúgó szakedzői diplomát szerzett. Édesapjuk Béldi-Beer néven az 1930-as években a Budafok és a Törekvés csapatában szerepelt az NB I-ben.

## Pályafutása

### Klubcsapatban
1966 és 1967 között a Salgótarjáni Bányász színeiben lett élvonalbeli játékos. Innen került a fővárosba az Újpesti Dózsához 1968-ban, ahol 1972-ig szerepelt. Az első idényben ezüstérmesek lettek a bajnokságban. Majd az utána sorozatban hétszer bajnokságot nyerő Újpestnek négy idényen át volt még tagja. Legnagyobb nemzetközi sikerüket 1968-1969-es Vásárvárosok kupája döntőjébe jutásával érték el, ahol az angol Newcastle United-del szemben alulmaradtak. 1974 augusztusában sorozatos sérülései miatt bejelentette visszavonulását.

### A válogatottban
1966-ban egy alkalommal szerepelt a válogatottban.

## Sikerei, díjai

### Játékosként
- Magyar bajnokság
  - bajnok: 1969, 1970-tavasz, 1970–71, 1971–72, 1973–74
  - 2.: 1968
- Magyar kupa (MNK)
  - győztes: 1969, 1970
- Vásárvárosok kupája (VVK)
  - döntős: 1968–69

## Statisztika

### Mérkőzései a válogatottban
| Magyarország | Magyarország         | Magyarország         | Magyarország | Magyarország | Magyarország  | Magyarország | Magyarország | Magyarország |
| #            | Dátum                | Helyszín             | Hazai        | Eredmény     | Vendég        | Kiírás       | Gólok        | Esemény      |
| ------------ | -------------------- | -------------------- | ------------ | ------------ | ------------- | ------------ | ------------ | ------------ |
| 1.           | 1966. szeptember 28. | Budapest, Népstadion | Magyarország | 4 – 2        | Franciaország | barátságos   | -            | 46'          |
|              | Összesen             |                      |              | 1            | mérkőzés      |              | 0            | gól          |